# Hermetia scutellata
Hermetia scutellata är en tvåvingeart som beskrevs av Macquart 1855. Hermetia scutellata ingår i släktet Hermetia och familjen vapenflugor. Inga underarter finns listade i Catalogue of Life.